# کوین درینکل
کوین درینکل (انگلیسی: Kevin Drinkell؛ زادهٔ ۱۸ ژوئن ۱۹۶۰) بازیکن فوتبال اهل بریتانیا است.
از باشگاه‌هایی که در آن بازی کرده‌است می‌توان به باشگاه فوتبال رنجرز، باشگاه فوتبال نوریچ سیتی، باشگاه فوتبال کاونتری سیتی، باشگاه فوتبال گریمزبی تاون، باشگاه فوتبال بیرمنگام سیتی و باشگاه فوتبال فالکیرک اشاره کرد.